# 刘洪 (东汉)
刘洪，字元卓，泰山郡蒙阴县（今山东省蒙阴县）人，东汉天文学家、数学家，被称为“算圣”。据说为算盘的发明者，著有《乾象历》、《八元术》等作品，注释《九章算术》。

## 生平
东汉初原鲁王劉兴的后裔宗室，历任校尉、郎中、常山長史、郎中、謁者、穀城門候、会稽東部都尉、山陽太守、曲城侯相。

## 著作
《乾象暦》原有五卷（《隋書·經籍志》，不過作者誤作成其三傳子弟、孫吳重臣闞澤），唐時僅剩三卷，後亡佚。